# Owen Wister
Owen Wister (Filadelfia, 14 luglio 1860 – Saunderstown, 21 luglio 1938) è stato uno scrittore statunitense.
Viene considerato il padre della letteratura western e il suo romanzo più conosciuto è Il virginiano (1902).

## I primi anni
Owen Wister nacque il 14 luglio 1860 a Germantown, in Pennsylvania. Suo padre, Owen Jones Wister, era un ricco medico, sua madre era figlia dell'attrice Fanny Kemble. Owen studiò per un breve periodo in Svizzera e in Gran Bretagna e più tardi nel New Hampshire e a Harvard, dove era compagno di classe di Theodore Roosevelt. Wister si laureò a Harvard nel 1882. Dapprima, pensò di dedicarsi alla musica e si iscrisse al conservatorio a Parigi dove studiò per due anni. Lavorò brevemente in banca a New York e, nel 1888, si laureò, sempre a Harvard, in legge. Interessato alla politica, negli anni trenta si oppose a Franklin D. Roosevelt e al New Deal.

## La carriera di scrittore
Cominciò il suo lavoro letterario nel 1891. Wister passò molte estati nel West, facendo il suo primo viaggio nel Wyoming nel 1885. Come il suo amico Teddy Roosevelt, Wister era affascinato dalla cultura, dai panorami e dalle atmosfere della regione. Nel 1893, visitando Yellowstone, incontrò l'artista western Frederic Remington con cui fece amicizia e con cui rimase amico tutta la vita. Quando cominciò a scrivere, gli venne naturale rivolgersi al mondo della frontiera del West. Il più famoso lavoro di Wister rimane Il virginiano, un romanzo che scrisse nel 1902, dedicato a Theodore Roosevelt. È considerato il primo romanzo sui cowboy: il suo successo fu tale che ne vennero stampate quattordici edizioni in otto mesi.
Wister fu membro di molte società letterarie.

## Vita personale
Nel 1898, Wister sposò sua cugina Mary Channing. La coppia ebbe sei bambini. La moglie di Wister morì di parto nel 1913. Lo scrittore morì nella sua casa a Saunderstown nel Rhode Island. Fu sepolto nel Laurel Hill Cemetery a Filadelfia.

## Film tratti dalle opere di Wister
- The Virginian di Cecil B. DeMille (1914) (by)
- Inganno di donna di John Ford (A Woman's Fool) (1918) (romanzo "Lin McLean")
- Senza quartiere (The Virginian) di Tom Forman (1923) (romanzo)
- The Virginian di Victor Fleming (1929) (storia) (romanzo) (lavoro teatrale) (uncredited for novel and play)
- Il virginiano (The Virginian) di Stuart Gilmore (1946) (romanzo) (lavoro teatrale)
- "Decision" (1 episodio, 1958) - The Virginian (1958) Episodio TV (romanzo)
- "Il virginiano (The Virginian)" (225 episodi, 1962-1970) - The Gift (1970) Episodio TV (romanzo) - Rich Man, Poor Man (1970) Episodio TV (romanzo) - The Sins of the Fathers (1970) Episodio TV (romanzo) - A King's Ransom (1970) Episodio TV (romanzo) - No War for the Warrior (1970) Episodio TV (romanzo) (altri 220)
- The Virginian (2000) (TV) (romanzo)